# متلازمة حذف 1p36
متلازمة حذف 1p36 هي اضطراب وراثي خلقي يتميز بإعاقة ذهنية معتدلة إلى حادة، ونمو متأخر، ونقص التوتر في الدم، ونوبات، وقدرة محدودة على الكلام، والتشوهات، وضعف السمع والبصر، وملامح الوجه المتميزة. قد تختلف الأعراض، وهذا يتوقف على الموقع الدقيق للحذف الصبغي.
تنجم الحالة عن الحذف الجيني (فقدان جزء من الحمض النووي) على النطاق الخارجي على الذراع القصير (ع) للكروموسوم 1. وهي واحدة من أكثر أعراض الحذف شيوعًا. تشير التقديرات إلى أن المتلازمة تحدث في واحد من كل 5000 إلى 10000 ولادة.

## العلامات والأعراض
هناك عدد من العلامات والأعراض المميزة للاحاديات 1p36، ولكن لن يعرض أي فرد كل الميزات الممكنة. بشكل عام، سيظهر الأطفال الفشل في الازدهار والتأخير العالمي.

### التنموية والسلوكية
معظم الأطفال الصغار الذين يعانون من متلازمة حذف 1p36 قد أخروا نمور مهارات التحدث والحركة. يتأثر الكلام بشدة، حيث يتعلم الكثير من الأطفال بضع كلمات فقط أو لا يتكلمون على الإطلاق. المشاكل السلوكية شائعة أيضًا، وتشمل نوبات الغضب والانفجارات أو رمي الأشياء، وضرب الأشخاص، وحلقات الصراخ، والسلوك المضر بالنفس (عض الساعد، وضرب الرأس). هناك نسبة كبيرة من الأشخاص المتأثرين مصابين بطيف التوحد، والعديد من الصور النمطية تظهر.

### عصبية
يعاني معظم الأشخاص الذين يعانون من متلازمة حذف 1p36 من بعض التشوهات الهيكلية للدماغ، ونصفهم تقريباً يعانون من نوبات الصرع أو نوبات أخرى. تقريبا جميع الأطفال يحملون درجة من نقص التوتر. تشوهات الدماغ الهيكلية الشائعة تشمل خلع جسم الكالسيوم، وضمور القشرة الدماغية، وتشوهات المشية، وتضخم البطين. عسر البلع، ارتجاع المريء، وصعوبات التغذية الأخرى شائعة أيضًا.

#### الرؤية
تتضمن التشوهات المرئية الأكثر شيوعًا المرتبطة بمتلازمة حذف 1p36 طول النظر (فرط النظر) وقصر النظر (قصر النظر) والحول (العين المتقاطعة). بعض الأعراض الأقل شيوعًا ولكن لا يزال يعترف بها هي الإصابة بالتهاب البلعوم، إعتام عدسة العين، المهق العيني، ضمور العصب البصري، شحوب القرص البصري، الثلامة.

### ملامح الوجه المميزة
تم اعتبار ملامح الوجه لمتلازمة حذف 1p36 مميزة، على الرغم من تشخيص عدد قليل من المرضى فقط على أساس مظهر الوجه. قد تشمل هذه الميزات صغر الرأس (رأس صغير)، والذي يمكن دمجه مع العضلة العظمية (رأس قصير) ؛ عيون صغيرة عميقة، حواجب مستقيمة، طيات علاية الموق؛ أنف وجسر أنف مسطح ؛ التخلف في المنتصف (نقص تنسج المنتصف) ؛ ذقن مدببة؛ وآذان غير طبيعية منخفضة. قد يكون لدى الرضع فوانيل أمامية كبيرة، أو قد يغلق الفانيل الأمامي في وقت متأخر.

### عيوب خلقية أخرى

#### خاص بالهيكل العظمي
قدم قصيرة، قصر الأصابع (الأصابع القصيرة)، و انعطاف الإصبع المستديم (انثناء دائم للإصبع)، انحراف الإصبع الخامس تم العثور عليه (انحناء غير طبيعي) وغيرها من التشوهات الهيكلية في بعض الأحيان جنبا إلى جنب مع حذف 1p36.

## علم الوراثة
تتسبب متلازمة حذف 1p36 في حذف معظم شرائط الضوء البعيدة من الذراع القصير للكروموسوم 1.

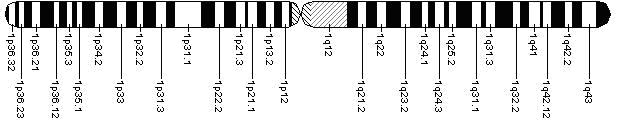
الكروموسوم الأول الإنسان

كانت نقاط التوقف لمتلازمة حذف 1p36 متغيرة وتوجد بشكل شائع من 1p36.13 إلى 1p36.33. أربعين في المئة من جميع نقاط التوقف تحدث 3 إلى 5 ملايين زوج قاعدي من القسيم الطرفي. يتراوح حجم الحذف من حوالي 1.5 مليون زوج قاعدي إلى أكثر من 10 مليون.
معظم عمليات الحذف في كروموسوم 1p36 هي طفرات دي نوفو. 20 ٪ من المرضى الذين يعانون من متلازمة حذف 1p36 يرثون المرض من أحد الوالدين الذي يحمل عملية انتقال متوازنة أو متناظرة.

## التشخيص
يشتبه عادة في متلازمة حذف 1p36 بناءً على العلامات والأعراض وتأكيدها من خلال التهجين الوضعي المتألق (FISH). النسق المايكروي الكروموسومي أو تحليل النمط النووي يمكن أن تستخدم أيضا لتشخيص حذف 1p36.

## العلاج
لا يوجد علاج لمتلازمة حذف 1p36، ويركز العلاج على تخفيف أعراض المرض.للأدوية أهمية خاصة لمظاهر الغدد الصماء والعصبية، مثل الأدوية المضادة للنوبات. يمكن إدارة صعوبات التغذية من خلال أجهزة مساعدة متخصصة أو باستخدام أنبوب فغر المعدة (التغذية).

## علم الأوبئة
متلازمة حذف 1p36هي الأكثر متلازمة الحذف الطرفي شيوعا في البشر. ويحدث من بين 1 في 5,000 و 1 من كل 10,000 ولادة حية.